# Kiseljak
För andra betydelser, se Kiseljak (olika betydelser).
Kiseljak är en stad i centrala Bosnien och Hercegovina med 24 426 (1991) invånare. Av dessa var 19,5% 14 år gamla eller yngre, 66,5% mellan 15 och 65 år gamla och resterande procent över 65 år gamla. Kiseljak ligger cirka 35 km nordväst om huvudstaden Sarajevo och genomflyttas av floden Lepenica. 
I staden finns flera brunnar som ansluter till områdets mineralvattenkällor.